# Mistrzostwa czterech kontynentów w łyżwiarstwie szybkim
Mistrzostwa czterech kontynentów w łyżwiarstwie szybkim – coroczne zawody w łyżwiarstwie szybkim rozgrywane pod patronatem Międzynarodowej Unii Łyżwiarskiej (ISU). Pierwsze oficjalne mistrzostwa odbyły się w Milwaukee w 2020 roku. Zawody organizowane są dla zawodników spoza Europy, biorą w nich udział sportowcy z Ameryki Północnej, Ameryki Południowej, Azji oraz Oceanii.

## Organizatorzy mistrzostw
| - 2020 – Milwaukee, USA - 2021 – Obihiro, Japonia (odwołane z powodu pandemii COVID-19) - 2022 – Calgary, Kanada - 2023 – Quebec, Kanada - 2024 – Salt Lake City, USA - 2025 – Hachinohe, Japonia |

## Tabela medalowa
Stan po M4K 2025.
| Miejsce | Państwo           | Złoto | Srebro | Brąz | Razem |
| 1       | Kanada            | 21    | 17     | 18   | 56    |
| 2       | Stany Zjednoczone | 21    | 11     | 11   | 43    |
| 3       | Korea Południowa  | 12    | 12     | 18   | 42    |
| 4       | Kazachstan        | 7     | 11     | 6    | 24    |
| 5       | Japonia           | 6     | 12     | 10   | 28    |
| 6       | Chiny             | 2     | 6      | 4    | 12    |
| 7       | Chińskie Tajpej   | 1     | 1      | 1    | 3     |
| 8       | Argentyna         | 0     | 0      | 1    | 1     |